# 山ノ目駅
山ノ目駅（やまのめえき）は、岩手県一関市山ノ目町（やまのめまち）3丁目にある、東日本旅客鉄道（JR東日本）東北本線の駅である。

## 歴史
- 1928年（昭和3年）4月8日：開業する[3]。
- 1980年（昭和55年）5月1日：貨物の取り扱いを廃止[3]。
- 1983年（昭和58年）2月1日：荷物の扱いを廃止[4]。駅員無配置駅となる[5]。以降、一ノ関駅派遣により91年ごろまで出改札業務を継続する。
- 1987年（昭和62年）4月1日：国鉄分割民営化により、JR東日本の駅となる[3]。
- 2011年（平成23年）
  - 2月：2月末から新駅舎の建築を開始する。東日本大震災の影響による破損も改築原因だった陸中折居駅と違い、震災前から駅舎建築は始まっていた。
  - 5月：震災による建築中断を経て、5月末から新駅舎の供用を開始する[2]。
  - 11月：旧駅舎およびトイレを撤去する。
- 2013年（平成25年）12月15日：自動券売機による乗車券の販売を終了。
- 2024年（令和6年）10月1日：えきねっとQチケのサービスを開始[1][6]。
- 2025年（令和7年）3月15日：乗車駅証明書発行機を設置。

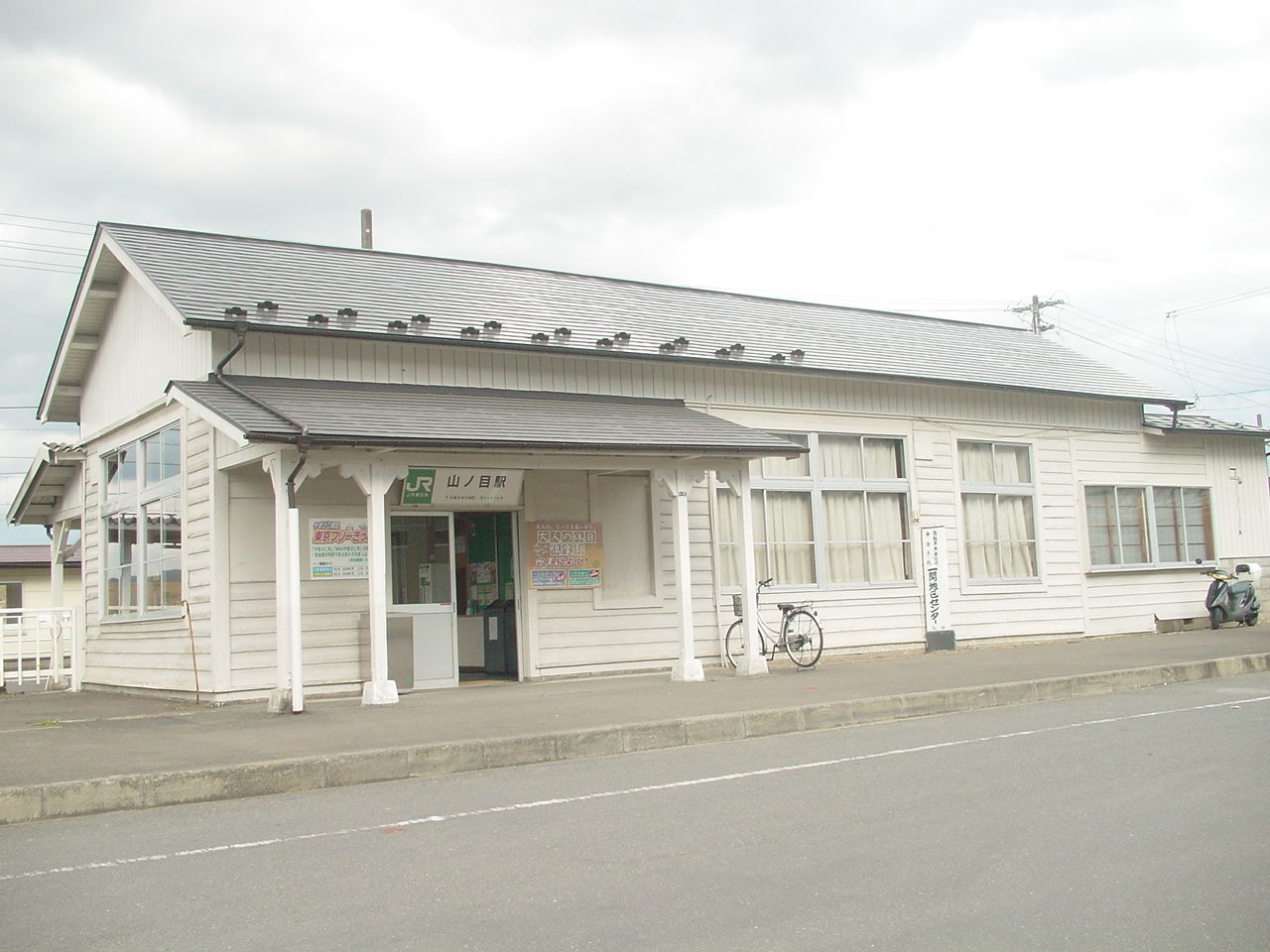
旧駅舎（2007年4月）
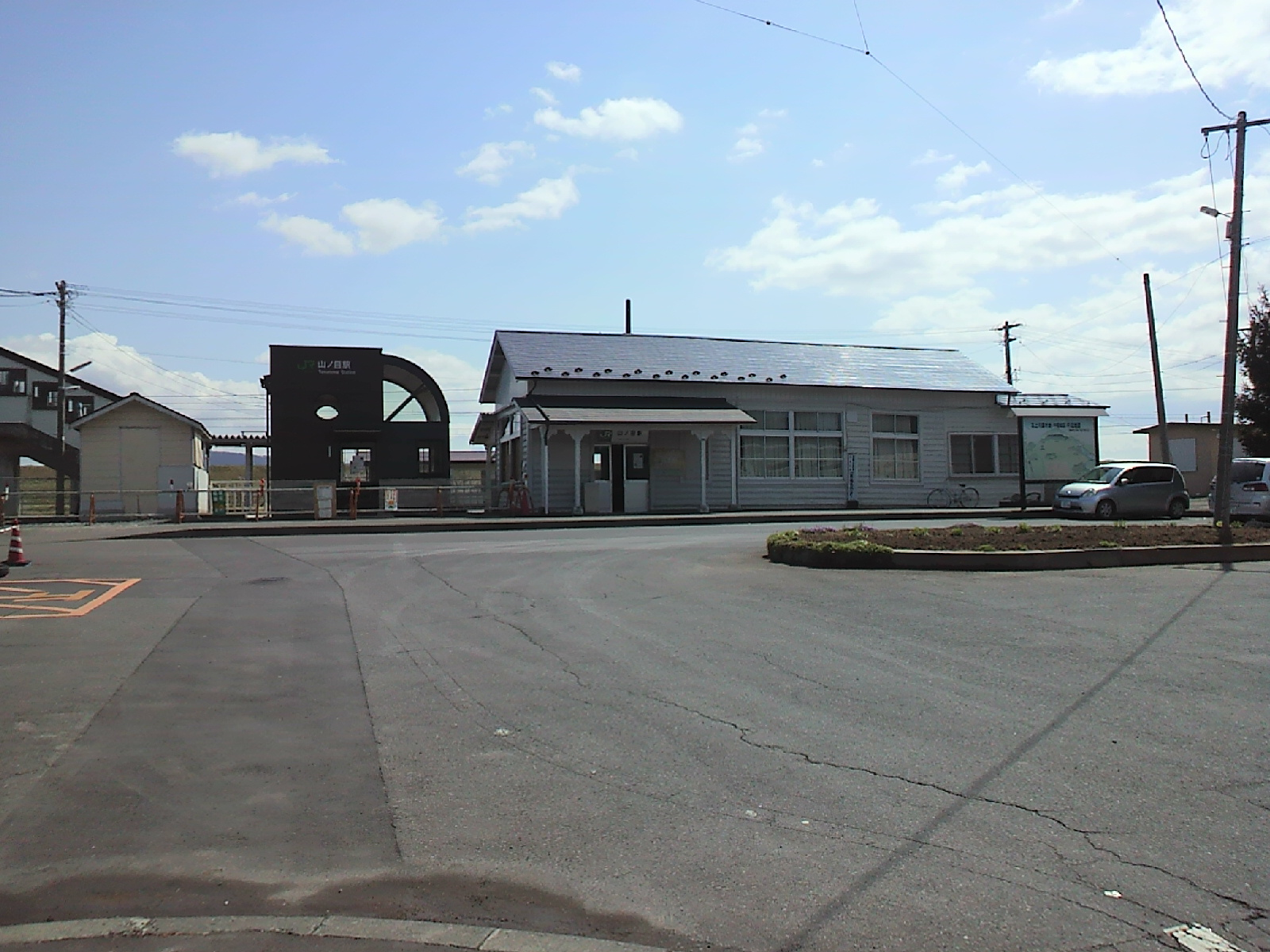
旧駅舎と工事中の新駅舎が並ぶ（2011年4月）

## 駅構造
単式ホーム2面2線を持つ地上駅である。元々は2面3線であったが、2番線の線路は撤去されている。互いのホームは跨線橋で連絡している。
一ノ関駅管理の無人駅である。乗車駅証明書発行機が設置されている。現在は券売機が撤去されているため、下り方面へは平泉駅発車後に、車掌が車内を巡回時に車掌から切符を購入する。ワンマン時は他駅と同じで、改札出入口で整理券を取って有人改札で精算、または無人改札回収箱に運賃を入れる。なお、両隣の一ノ関駅・平泉駅とは異なり、Suicaなどの交通系ICカードは利用できない。

### のりば
| 番線 | 路線      | 方向 | 行先       |
| ---- | --------- | ---- | ---------- |
| 1    | ■東北本線 | 下り | 盛岡方面   |
| 3    | ■東北本線 | 上り | 一ノ関方面 |

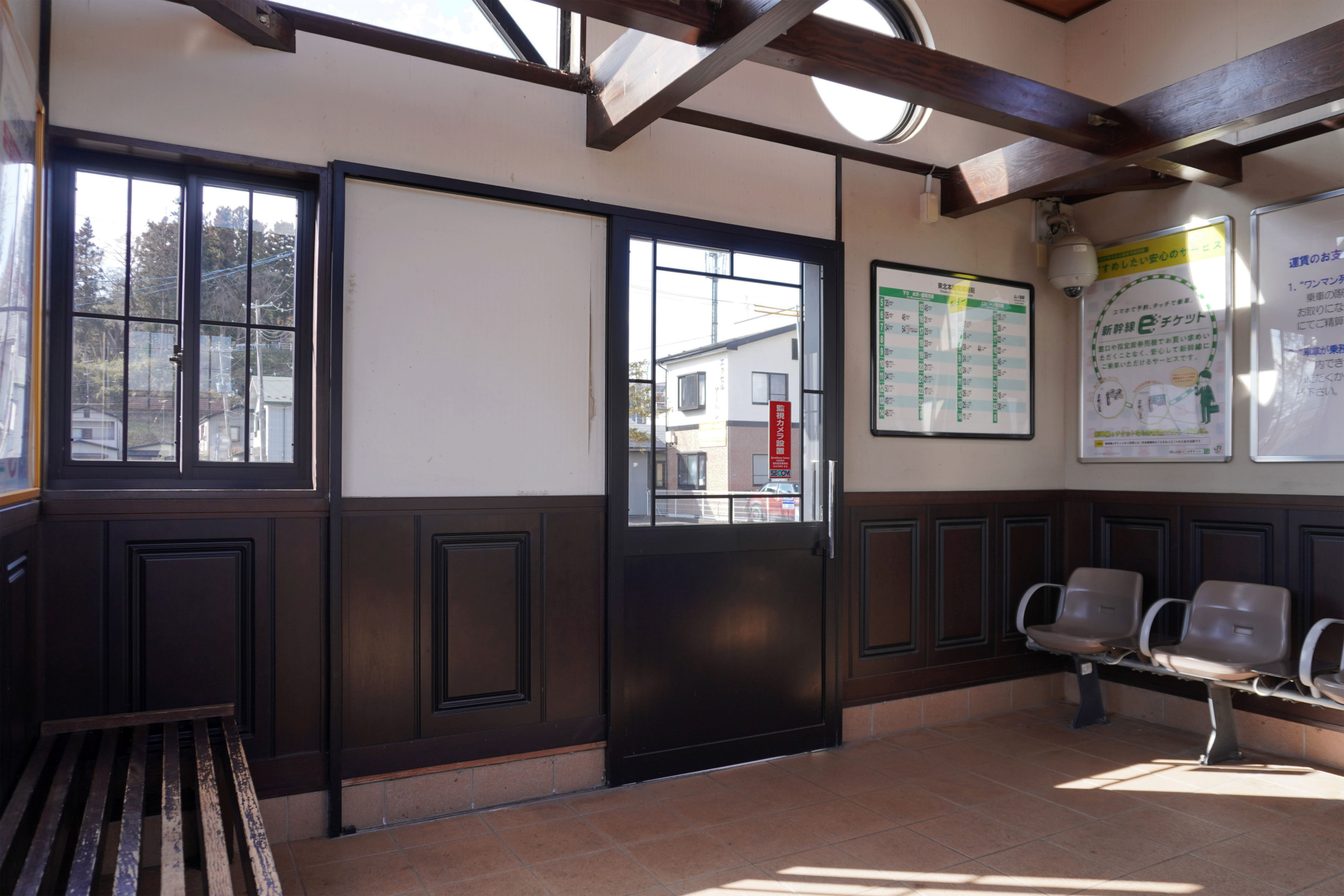
駅舎内（2024年2月）
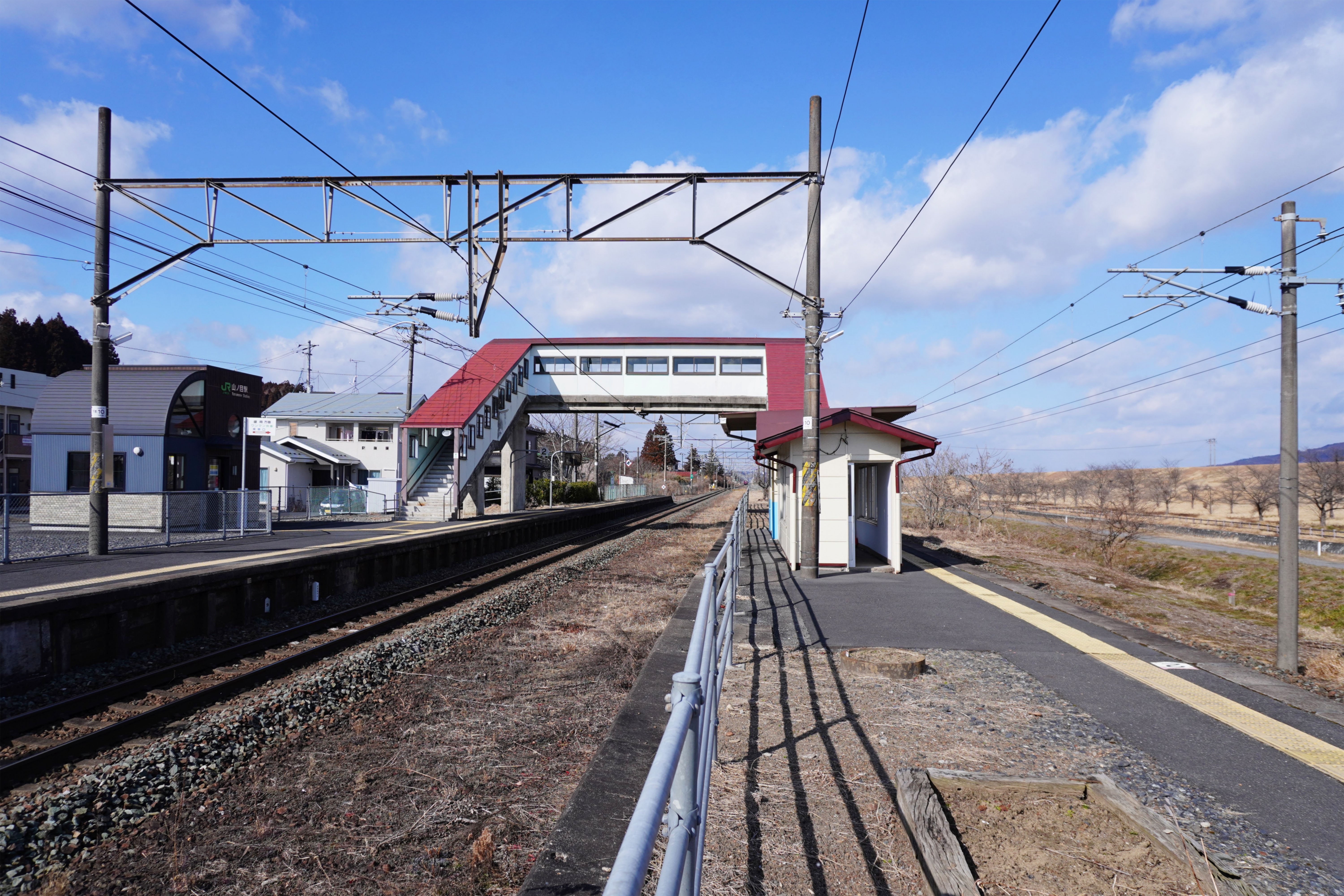
ホーム（2024年2月）

## 駅周辺
- 山目町郵便局
- 一関市立中里小学校
- 中里公民館
- 北上川一関遊水地
- 岩手県道260号一関平泉線
- 岩手県交通国道南線「山目駅前」バス停
- コープ一関COLZA（コルザ）
- ドン・キホーテ 一関店

## 隣の駅
東日本旅客鉄道（JR東日本）
■東北本線
一ノ関駅 - 山ノ目駅 - 平泉駅